# Крушево (вилает Лозенград)
Вижте пояснителната страница за други значения на Крушево.
Крушево или Крушово (на турски: Ahmetler) е село в околия Ковчас, вилает Лозенград, Турция.

## География
Селото се намира в близост до българо-турската граница, 44 км северно от Лозенград.

## История
В 19 век Крушево е българско село в Малкотърновска кааза на Османската империя. Според статистиката на професор Любомир Милетич в 1912 година в селото живеят 25 български екзархийски семейства.